# 托馬斯定理
托馬斯定理（英語：Thomas theorem）是一個社會學理論，由威廉·艾薩克·托馬斯（William Isaac Thomas）和多蘿西·斯溫·托馬斯（Dorothy Swaine Thomas）於 1928 年提出：
|  | 如果某人將情況定義為真實的，那麼它們的後果就是真實的。 |

換句話說，對情況的解釋導致了行動。 這種解釋並不客觀。行動受到對情況的主觀看法的影響。是否存在客觀正確的解釋對於幫助指導個人行為而言並不重要。
該學說不是數學意義上的定理。

## 情境的定義
1923 年，W. I. Thomas 更準確地指出，對情況的任何定義都會影響現在。此外，經過一系列涉及個人的定義之後，這樣的定義也會“逐漸[影響]整個人生政策和個人自身的個性”。 因此，Thomas 強調諸如親密關係、家庭或教育等社會問題，在檢測一個社會世界「在其中主觀印象可以被投射到生活之上，因而對投射者來說是真實的」時，是特定情境所扮演之角色的基礎。
情境的定義是符號互動論中的一個基本概念。它涉及對社會情境特徵（如規範、價值觀、權威、參與者角色）的建議，並以促進社會凝聚力和社會行動的方式尋求他人的同意。衝突通常涉及對相關情況的定義存在分歧。因此，這個定義可能成為不同利益相關者（或自我認同感）之間論辯的領域。
情境的定義與“構建”情境的想法有關。互動框架（即社會背景和期望）和身份（自我身份或群體身份）的構建、呈現和維護是微觀社會互動的基本面向或向度。

## 參看
- 印象管理
- 語言相對論
- 安慰劑
- 多數無知
- 自證預言
- 知識社會學